# Ocupația sovietică a României
Ocupația sovietică a României se referă la ocuparea teritoriului României de către trupele Armatei Roșii, pe durata ofensivei din 1944 de pe Frontul de Răsărit din Al Doilea Război Mondial, situație care a fost menținută până în anul 1958.  Partea de nord-est a Moldovei a fost ocupată pe durata luptelor din mai până în august, România fiind în acel moment în continuare aliată a  Germaniei naziste. Restul țării a fost ocupat după ce România a trecut de partea Aliaților, ca urmare a Actului de la 23 august și ca urmare a Acordul de armistițiu dintre Aliați și România - 1944. Regele a anunțat atunci că România încetează unilateral toate acțiunile împotriva forțelor aliate, a acceptat armistițiul aliat , și intră în război împotriva forțelor Axei. Cu toate acestea Armata Roșie a ocupat România în marea ei parte.
Convenția armistițiului și ulterioarele tratate de pace de la Paris din 1947 au conferit baza legală a ocupației militare sovietice a României, care a durat până în august 1958 și a ajuns la 615.000 militari în 1946.
Autorii sovietici, regimul comunist instalat de Armata Roșie și Constituția din 1952 se refereau la evenimentele din 1944 ca la „Eliberarea României de către glorioasa Uniune Sovietică”, majoritatea surselor românești de după 1989 și a celor occidentale folosesc însă termenul „Ocuparea sovietică a României”, pentru perioada 1944 - 1958.

## Instalarea ocupației sovietice
După retragerea din Basarabia și Bucovina de Nord, ca urmare a ultimatului sovietic din 1940, România s-a aliat cu Germania Nazistă și a declarat război Uniunii Sovietice. Trupele române, aflate sub comandă germană, au intrat în 1941 în război, în cadrul Operațiunii Barbarossa. După reocuparea teritoriului anexat de către Uniunea Sovietică în 1940, România a ocupat și Ucraina de Sud până la Bug. Până la sfârșitul anului 1943 însă, Armata Roșie a eliberat majoritatea teritoriului sovietice avansând spre vest. 

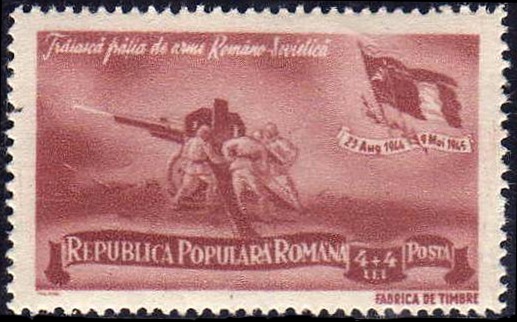
Marcă poștală emisă în timpul ocupației pe care scrie „Trăiască frăția de arme Româno-Sovietică”

Pe 23 august 1944, Regele Mihai și partidele politice au lansat o lovitură de stat împotriva guvernului Antonescu, trecând de partea aliaților. Ca rezultat, lovitura de stat din 1944 condusă de Regele Mihai a scurtat Al Doilea Război Mondial cu câteva luni, fiind altfel salvate viețile a sute de mii de persoane .Lovitura de stat a permis totodată și creșterea vitezei cu care avansa Armata Roșie în România  și a oferit în același timp Armatei Române posibilitatea de a elibera țara de ocupația germană. În absența unui armistițiu semnat , trupele sovietice au tratat în continuare pe români drept inamici. Armistițiul a fost semnat trei săptămâni mai târziu, pe 12 septembrie 1944, în termenii dictați de Moscova. Lovitura de stat a echivalat, practic, cu o „capitulare”, o „predare” „necondiționată” în fața sovieticilor si a restului Aliaților. Negocierile inter-aliate au întârziat semnarea  armistițiului pentru ca sovieticii să ocupe cât mai mult posibil din România astfel încât să poată dicta termenii armistițiului. În această perioadă, un număr de 114.000 - 160.000 de soldați români au fost luați prizonieri de război de către sovietici fără luptă, ca urmare a ordinului de încetare a focului dat de rege, și au fost trimiși pe jos în lagăre din Uniunea Sovietică; aproximativ o treime dintre ei murind pe drum.
Până pe 12 septembrie Armata Roșie controla o mare parte din teritoriul țării. Prin armistițiul dintre România și Aliați, România se punea sub controlul unei comisii aliate, alcătuită din Uniunea Sovietică, SUA și Marea Britanie, în timp ce militarii sovietici exercitau controlul de-facto. Basarabia (Moldova de Est) și Bucovina de Nord au fost încorporate Uniunii Sovietice.

## Documente

### Tratatul Armistițiului
În Armistițiul semnat cu România  (la Moscova pe 12 septembrie 1944), în articolul 3 se menționa:
„Guvernul și Înaltul Comandament al României vor asigura Sovieticilor și altor forțe aliate facilități pentru a se mișca liber pe teritoriul României în orice direcție, fiind oferite unor astfel de mișcări orice asistență posibilă cu propriile mijloace de comunicare românești și pe cheltuiala Statului Român indiferent că sunt pe pământ, apă sau în aer.”
Iar articolul 18 preciza:
„O Comisie Aliată de Control va fi stabilită și va prelua sarcina de punere în practică și control a prezentelor termene, sub comanda Înaltului Comandament Sovietic.”
În anexa la articolul 18, era specificat clar faptul că „Guvernul României și toate organele sale vor îndeplini toate instrucțiunile Comisiei Aliate de Control definite”, și că această comisie își va avea sediul la București.
În concordanță cu articolul 14 al pactului de armistițiu, au fost create 2 tribunale ale poporului pentru a judeca suspecții de crime de război, unul fiind la București și al doilea la Cluj-Napoca.
Semnatarii plenipotențiari ai armistițiului erau:
- Din partea Forțelor Aliate: „reprezentantul Înaltului Comandament Sovietic, Mareșalul R. Y. Malinovski”
- Din partea României: „Ministrul de Justiție Lucrețiu Pătrășcanu, Ministrul cu Afaceri Interne , Adjutant al Majestății Sale Regele României General D. Dămăceanu, Prințul Știrbey și G. Popp.”

### Tratatele de pace de la Paris, 1947
Efectul pactului de armistițiu a încetat pe 15 septembrie 1947, când Tratatul de pace cu România a intrat în vigoare. Noul tratat punea bazele unei prezențe sovietice militare nelimitate în România, prin Articolul 21, paragraful 1:
Prin acceptarea prezentului tratat de pace, toate forțele militare aliate vor fi retrase în termen de 90 de zile din România, cu excepția Uniunii Sovietice care își va păstra pe teritoriul României orice forțe armate considerate necesare pentru menținerea liniilor de comunicație cu armata sovietică din zona de ocupație sovietică din Austria.
Delegația română de la Conferința de la Paris a fost condusă de Ministrul de Externe Gheorghe Tătărescu.  Tratatul de Pace cu România a fost semnat pe 10 februarie 1947, în Salonul de l’Horloge al Ministerului de Afaceri Externe al Franței. De partea română, cei patru semnatari au fost Gheorghe Tătărescu, Lucrețiu Pătrășcanu, Ștefan Voitec, și Dumitru Dămăceanu.  Semnatarii din partea forțelor aliate erau Secretarul de Stat al SUA James F. Byrnes, Ministrul de Externe Sovietic Viaceslav Molotov și Secretarul de Stat pentru Afaceri Externe Ernest Bevin.

## Forțele de ocupație sovietice din România, 1944–1956
După ce pactul de armistițiu a fost definitivat în 1944, trupele sovietice au ocupat întreg teritoriul României.  Estimările dimensiunii trupelor variază între 750.000 și 1 milion de soldați sovietici (estimări ale oficialilor militari britanici), până la 1-1,5 milioane (estimări ale Înaltului Comandament Militar Român); mulți diplomați și experți occidentali referindu-se la trupe de peste 1 milion de soldați.
Dimensiunile estimate ale forțelor sovietice din România (incluzând trupele aeriene, navale, la sol și de securitate), din ziua victoriei în Europa (7 mai 1945) până în 1952, sunt următoarele:
| Data                               | Soldați          |
| ---------------------------------- | ---------------- |
| 8 mai, 1945                        | 80.000           |
| 1 noiembrie, 1945                  | 500.000          |
| 4 ianuarie, 1946                   | 420.000          |
| 1 martie, 1946                     | 615.000          |
| 1 iunie, 1946                      | 400.000          |
| 1 noiembrie, 1946                  | 240.000          |
| 1947                               | 60.000 – 130,000 |
| 1 mai–1 iulie, 1948                | 35.000           |
| 1 octombrie, 1948                  | 32.000           |
| 1 iulie, 1949                      | 28.000           |
| 1 octombrie, 1949                  | 19.000           |
| 1 ianuarie, 1950                   | 32.000           |
| 1 aprilie, 1950                    | 33.000           |
| 1 septembrie, 1950–septembrie 1952 | 32.000           |

În a doua parte a anului 1946, mai mult de jumătate din forțele aeriene ale URSS erau staționate în afara țării, cu cea mai mare flotilă staționată în Polonia și România (2.500 de avioane în fiecare dintre cele 2 state). Dimensiunea trupelor au atins un vârf de 615.000 în martie 1946, dar a scăzut după încheierea Tratatului de Pace din 1947. La sfârșitul lui 1946, unitățile sovietice erau concentrate în 4 zone:  Craiova–Slatina, Sibiu–Alba-Iulia, Constanța și Brăila–Focșani. În perioada 1948 - 1956 dimensiunea trupelor a rămas relativ stabilă: două divizii complete plus unități de sprijin formând aproximativ o a treia divizie.
Odată cu Tratatul de Stat Austriac din 1955, motivul prezenței trupelor, așa cum era specificat în Tratatul de la Paris, a încetat să mai existe. Prim-ministrul Gheorghiu-Dej a anunțat însă că trupele vor staționa atâta vreme cât vor mai exista soldați străini în Germania de Vest. Trupele sovietice din România au fost folosite și pentru a suprima Revoluția ungară din 1956.

## Reorganizarea Armatei Române
Ocuparea sovietică a României a dus la o completă reorganizare a Armatei Române, sub supravegherea Armatei Roșii.  Inițial toate elementele pro-germane au fost eliminate din cadrul forțelor armate românești. În perioada 1944–45, au fost formate două divizii din voluntari români, ex-prizonieri de război, antrenați și îndoctrinați în Uniunea Sovietică pe perioada războiului, dar și din activiști comuniști precum Valter Roman. Una dintre divizii era Prima Divizie de Voluntari, Tudor Vladimirescu, comandată de Colonelul Nicolae Cambrea, iar cea de-a doua era Divizia Horia, Cloșca și Crișan, sub comanda Generalului Mihail Lascăr (care va deveni ulterior Ministru al Apărării în perioada 1946 - 1947). Aceste două unități au format nucleul noii Armate Române controlate de sovietici. După ce Partidul Comunist Român a preluat controlul țării, 30% dintre ofițeri și restul trupelor (majoritatea soldați experimentați și o sursă potențială de opoziție față de sovietizarea armatei) au fost eliminați din rândul cadrelor militare.
După crearea PCR și asimilarea puterii de către comuniști, sovietizarea armatei s-a intensificat, sub supravegherea noului Ministru al Apărării, Emil Bodnăraș. Aceasta a presupus copierea modelului sovietic de organizare militară și politică, precum și schimbarea doctrinei militare de atac și apărare determinate, între altele, și de includerea României în sistemul strategic al Sovietelor, la începutul Războiului rece
Ofițeri sovietici au fost numiți pentru a superviza reorganizarea eficientă a armatei. Ei aveau atribuții de control și supraveghere a rolurilor din principalele instituții de stat, dar și în alte domenii mai puțin importante. La început ei au ocupat doar câteva funcții în Ministerul Apărării, Staful General, secțiunile politice din cadrul armatei (DSPA). Numărul lor a crescut treptat, iar pozițiile lor s-au permanentizat. În noiembrie 1952, existau 105 consilieri permanenți și 17 poziții temporare în școlile militare. După 1955, numărul lor a scăzut treptat: 72 în 1955, 63 în 1956, 25 în 1957 și 10 în 1958.
După 1945 au fost definite o serie de noi reglementări militare bazate pe modelul Armatei Roșii, reglementări finalizate în perioada 1949–1952 . Drept urmare, un număr de ofițeri și studenți militari au fost trimiși în Uniunea Sovietică pentru formare. Între 1949 și 1952, 717 de studenți au mers în URSS pentru studii, iar în 1958 existau 471 de studenți militari acolo. Numărul lor a scăzut în anii următori.

## Reorganizarea serviciilor de securitate
Imediat după 23 august 1944, comuniștii au inițiat acțiuni de infiltrare în Ministerul Afacerilor Interne pe scară largă. Direcția Generală pentru Securitatea Poporului (DGSP, denumit uzual Securitatea) a fost fondată oficial la 30 august 1948 prin decretul 221/30. Securitatea a fost creată de către SMERSH, o unitate NKVD, destinată a distruge serviciile de informații existente în statele ocupate de sovietici în Europa de Est și a le înlocui cu unități subordonate structurilor sovietice. Unitatea SMERSH din România, denumită și Brigada Mobilă, a fost condusă până în 1948 de către colonelul NKVD Boris Grünberg, cunoscut în România și ca  Alexandru Nicolschi. Scopurile exprimate de el erau de a "apăra cuceririle democrației și a garanta siguranța Republicii Populare Române în fața dușmanilor interni și externi."  Primul director al Securității a fost generalul NKVD Panteleimon Bondarenko, care a folosit în România numele Gheorghe Pintilie. Alexandru Nicolschi (în acel moment ajuns general) și un alt ofițer sovietic, Generalul Vladimir Mazuru (născut Mazurov), au deținut funcții directoriale.

## Expulzarea germanilor
Armata Roșie a jucat un rol crucial în expulzarea sașilor și Șvabilor bănățeni din România, începând cu ianuarie 1945. În octombrie 1944, guvernul Sănătescu, la solicitarea Comisiei de Control Aliate, a început arestarea cetățenilor tineri români de etnie germană, care au fost puși la dispoziția comandamentului sovietic. Sub guvernarea Rădescu, în urma ultimatumurilor sovietice, trenuri încărcate cu sași și șvabi au fost trimise înspre Uniunea Sovietică. Într-un protest, datat 13 ianuarie 1945, guvernul Rădescu nota obligația guvernului României de a proteja fiecare dintre cetățenii săi, indiferent de etnie și lipsa oricărei baze legale a deportării sașilor. Ulterior, Cea de-a Patra Convenție de la Geneva (1949, ratificată de România in 1954), a prevăzut în articolul 49: "Transferurile individuale sau în masă, ca și deportările persoanelor protejate din teritoriile ocupate în teritoriile Puterilor Ocupante sau în orice altă țară, ocupată sau nu, sunt interzise, indiferent de motiv."

## Desființarea Bisericii Greco-Catolice
În data de 27 octombrie 1948 ministrul de interne Teohari Georgescu a dispus arestarea episcopilor catolici din România și suprimarea Bisericii Române Unite cu Roma. La 1 decembrie 1948 Marea Adunare Națională a emis decretul 358/1948 care a stabilit încetarea cultului greco-catolic și exproprierea tuturor bunurilor acestuia. Valul de arestări a cuprins deopotrivă preoții, călugării, călugărițele și laicii care s-au împotrivit versiunii oficiale, conform căreia Biserica Română Unită ar fi încetat să existe. Această teză corespundea deopotrivă intereselor statului comunist, cât și Bisericii Ortodoxe Române, chemată să furnizeze un alibi pentru versiunea oficială a dispariției credincioșilor greco-catolici.
Motivul persecuției Bisericii Greco-Catolice a fost percepția autorităților comuniste conform căreia aceasta ar servi interesele puterilor occidentale, aflându-se la ordinele Vaticanului și „stăpânilor lor anglo-americani”.
Mișcarea petiționară greco-catolică din 1956, care solicita relegalizarea Bisericii Române Unite cu Roma, a fost reprimată cu brutalitate.

## SovRom-urile
SovRom-urile au fost societăți mixte româno-sovietice înființate în România la sfârșitul celui de-al doilea război mondial și care au existat până în 1954–1956. Între cele două țări a fost semnată pe 8 mai 1945 la Moscova o înțelegere în privința creării acestor organizații. Teoretic ele trebuiau să genereze venituri pentru reconstrucție după devastările războiului. În realitate ele au funcționat drept mijloace de asigurare a unor resurse pentru sovietici, slăbind și mai mult resursele României după ce fusese obligată de sovietici să plătească daune severe de război prin Tratatele de pace de la Paris, 1947, daunele pretinse de URSS însumând 300 milioane de dolari. Contribuția sovietică la SovRomuri a constat în principal în vânzarea de echipament militar părăsit de trupele germane pe câmpul de luptă, echipament supraevaluat de fiecare dată și plătit de România.  Bunurile trimise de România către Uniunea Sovietică au fost estimate la 2 miliarde de dolari, depășind cu mult daunele de război pretinse de sovietici, iar până în 1952, 85% din exporturile românești au fost redirijate spre Uniunea Sovietică. Ultimul Sovrom a fost dizolvat în 1956.

## Retragerea trupelor sovietice din România (1958)
La 17 aprilie URSS a anunțat, în mod oficial, guvernul de la București despre intenția de a retrage trupele sovietice de pe teritoriul României. 
La 24 mai 1958 a fost semnat de către România și URSS un acord de repatriere a militarilor sovietici staționați pe teritoriul național. Acordul prevedea un calendar al eșalonării retragerii efectivelor în perioada iunie – august 1958, cât și așa-zise manifestări ale solidarității și prieteniei româno-sovietice. La aceeași dată, Comitetul consultativ al statelor semnatare ale Tratatului de la Varșovia a aprobat această măsură.
Deși se spunea că trupele sovietice staționau în România conform înțelegerii în cadrul Tratatului de la Varșovia, ele plecau, în realitate, conform celor stabilite prin Tratatul de la Paris. Deși tratatul de pace prevedea retragerea în 80 de zile a tuturor forțelor aliate din România, URSS și-a rezervat dreptul de “a păstra pe teritoriul României forțele armate care i-ar fi necesare pentru menținerea lucrărilor de comunicații cu zona sovietică de ocupație din Austria”. Practic, prin acest amendament era legalizată staționarea în continuare a trupelor sovietice de ocupație în 14 garnizoane din România.
În memoriile sale, Nikita Hrușciov a menționat faptul că, în anul 1958, pe teritoriul românesc staționau una sau două divizii sovietice de tancuri și o divizie sovietică de infanterie. În realitate, în România se afla „Armata Mecanizată Independentă”, având în compunere: o divizie de tancuri în Banat (Timișoara, Arad, Radna și Lipova) cu un efectiv de 9.657 militari și civili cu 313 tancuri, o divizie mecanizată în Poarta Focșanilor (Focșani, Râmnicu Sărat, Brăila, Galați), având 9.062 militari și civili cu 187 tancuri, o divizie mecanizată în Dobrogea, având 11.133 militari și civili cu 187 tancuri, un regiment de tancuri în Muntenia (Ploiești, Bascov, Crângul lui Bot), având 1.402 militari și civili cu 94 tancuri și 6 unități de aviație, având 2.957 militari și civili. Forțele sovietice staționate în România cuprindeau în total 34.211 militari și civili cu 781 tancuri T-34.
În cursul pregătirii retragerii trupelor sovietice de ocupație, prin Decretul nr. 810 din 14 iunie 1958, întregului personal al acestor unități i-a fost acordată Medalia „Eliberarea de sub jugul fascist”. Cu această ocazie, au fost decorați în total 35.027 militari sovietici.
Ca urmare a acestei retrageri, România a devenit singura țară din Tratatul de la Varșovia pe teritoriul căreia nu se aflau trupe și baze militare sovietice.

## În cultura populară
- Davai ceas, davai palton. Bine-cunoscutul actor Constantin Tănase juca în București, la un an după sosirea trupelor sovietice. El obișnuia să satirizeze obiceiul soldaților sovietici de a confisca obiectele personale ale oamenilor pe care îi întâlneau (în particular hainele și ceasurile), spunându-le "Davai ceas, davai palton". Există suspiciuni asupra sorții sale, în august 1945, el fiind găsit mort la două zile după ce a jucat într-una din piesele sale satirice.[42]
- Printre martorii evenimentelor din 1944 s-a aflat și scriitorul Mihail Sebastian. În jurnalul său Jurnal, 1935-1944: Anii fasciști), el a descris atmosfera din Bucureștiul acelor clipe astfel: "Sălbăticie, teamă, neîncredere. Soldații ruși violează femeile (după cum îmi povestea Dina Cocea ieri). Soldații opresc mașinile, scot afară șoferul și pasagerii, se urcă la volan și demarează. Magazine jefuite. În după-amiaza aceasta, la Zaharia, trei dintre ei au spart magazinul și au furat ceasuri. (Ceasurile sunt jucăriile pe care le plac cel mai mult.)"[43] Sebastian a murit într-un accident de tramvai la câteva săptămâni după ocuparea sovietică a României. Jurnalul său a fost publicat recent în vest. În 2004, actorul american David Auburn a scris o piesă de teatru intitulată Jurnalul lui Mihail Sebastian; a fost jucată pentru prima oară în același an la New York, cu Stephen Kunken în rolul lui Sebastian.
- Ora 25. Cea mai cunoscută carte a lui Constantin Virgil Gheorghiu descrie viața unui tânăr fermier, Johann Moritz, sub ocupație nazistă și apoi sovietică. Johann este trimis a muncă forțată de un căpitan de poliție care o dorea pe soția sa, Suzanna. La început el este etichetat ca evreu, dar este "salvat" de un ofițer nazist, care îl forțează să lucreze pentru propaganda germană. Întemnițat după război, este bătut până aproape de moarte de către temnițerii ruși, apoi judecat de forțele aliate pentru activitatea sa pentru naziști. În 1967, Carlo Ponti a produs un filmul - A 25-a oră (film), bazat pe această carte, film regizat de Henri Verneuil și avându-i ca actori pe Anthony Quinn ca Johann și Virna Lisi ca Suzanna.